# Zaommomyiella oculata
Zaommomyiella oculata är en stekelart som först beskrevs av Girault 1913.  Zaommomyiella oculata ingår i släktet Zaommomyiella och familjen finglanssteklar. Inga underarter finns listade i Catalogue of Life.